# Dick Kinney
Pour les articles homonymes, voir Kinney.
Dick Kinney, né en 1916 ou 1917 et mort en 1985, est un scénariste américain de courts métrages d'animation et bandes dessinées produits par les Studios Disney.
Avec Al Hubbard, il a créé les personnages de Popop, Moïse Lamouise (Hard Haid Moe en VO) et le chat de Donald, Catmembert (Tabby en VO).

## Filmographie
- 1945 : Donald et Dingo marins (No Sail)
- 1945 : La Castagne (Hockey Homicide)
- 1946 : La boîte à musique (Make Mine Music)
- 1946 : Donald, ramenez-le vivant (Frank Duck Brings 'em Back Alive)
- 1947 : Dingo va à la chasse (Foul Hunting)
- 1947 : Donald chez les ecureuils (Chip an' Dale)
- 1949 : Dingo joue au tennis (Tennis Racquet)
- 1949 : Dingo fait de la gymnastique (Goofy Gymnastics)
- 1950 : Pluto and the Gopher
- 1950 : The Brave Engineer
- 1950 : Puss Cafe
- 1950 : Motor Mania
- 1950 : Pluto joue à la main chaude (Food for Feudin')
- 1950 : Camp Dog
- 1950 : Le petit oiseau va sortir (Hold That Pose)
- 1951 : Dingo et le lion (Lion Down)
- 1951 : Pluto et la Cigogne (Cold Storage)
- 1951 : Dingo architecte (Home Made Home)
- 1951 : Hello Aloha
- 1951 : Cold War
- 1951 : On jeûnera demain (Tomorrow We Diet!)
- 1951 : Vive la fortune (Get Rich Quick)
- 1951 : Papa Dingo (Fathers Are People)
- 1951 : Défense de fumer (No Smoking)
- 1952 : Papa, c'est un lion (Father's Lion)
- 1952 : Dingo cow-boy (Two Gun Goofy)
- 1952 : Dingo détective (How to Be a Detective)
- 1953 : Papa est de sortie (Father's Day Off)
- 1953 : Dingo toréador (For Whom the Bulls Toil)
- 1953 : Le Week-end de papa (Father's Week-end)
- 1953 : L'Art de la danse (How to Dance)
- 1954 : L'Agenda de Donald (Donald's Diary)
- 1954 : The Lone Chipmunks
- 1954 : Casey Bats Again
- 1954 : Social Lion
- 1955 : Donald flotteur de bois (Up a Tree)
- 1956 : Ohé Donald (Chips Ahoy)
- 1956 : Jack and Old Mac
- 1956 : Niagara Fools
- 1956 : A Cowboy Needs a Horse
- 1956 : Le Monde merveilleux de Disney ("Disneyland" ) (série télévisée)
- 1957 : Red Riding Hoodlum
- 1957 : The Unbearable Salesman (en)
- 1957 : International Woodpecker
- 1957 : Magoo's Cruise
- 1957 : Magoo Saves the Bank
- 1957 : Plumber of Seville
- 1958 : Sidney l'éléphant (série télévisée)
- 1958 : Love Comes to Magoo
- 1958 : Gumshoe Magoo
- 1959 : Bwana Magoo
- 1959 : Magoo's Homecoming
- 1959 : Magoo's Lodge Brother
- 1959 : The Deputy Dawg Show (série télévisée)
- 1959 : 1001 Arabian Nights
- 1959 : Matty's Funday Funnies (série télévisée)
- 1960 : Inside Magoo
- 1960 : Popeye the Sailor (série télévisée)
- 1960 : Mister Magoo (série télévisée)
- 1961 : Night Life in Tokyo
- 1961 : Unsung Hero
- 1961 : So Sorry, Pussycat
- 1961 : The Dick Tracy Show (série télévisée)
- 1961 : The Alvin Show (série télévisée)
- 1962 : First Flight Up
- 1962 : Fowled-Up Birthday
- 1962 : Careless Caretaker
- 1962 : Mother's Little Helper
- 1963 : Charlie's Mother-in-Law
- 1963 : The Tenant's Racket
- 1963 : Pesky Pelican
- 1963 : The Hector Heathcote Show (série télévisée)
- 1971 : Shinbone Alley
- 1975 : The New Tom & Jerry Show (série télévisée)
- 1976 : "The Mumbly Cartoon Show" (1976) (story) (série télévisée)